# Ekmekdjián vs Sofovich
Ekmekdjian vs Sofovich (Fallos 315:1492) fue un fallo que produjo una modificación importante en la pirámide jurídica argentina. El abogado Miguel Ángel Ekmekdjián solicitó el derecho a réplica en el programa “La noche del sábado", conducido por Gerardo Sofovich ya que se sintió lesionado en sus convicciones religiosas por unos comentarios que hizo Dalmiro Sáenz sobre Jesús y la Virgen María en la emisión del 11 de junio de 1988, por Canal 2 de Televisión. Para reparar el agravio preparó una carta documento con una contestación, que dirigió al productor del programa, el mismo Sofovich, y al canal donde se había producido la emisión. Esperaba que el texto fuera leído al aire; pero no obtuvo respuesta. Consecuentemente, inició una acción de amparo para que se reconociera su “derecho a réplica”, en los términos del artículo 14.1 de la Convención Americana sobre Derechos Humanos (CADH). La acción intentada por Ekmekdjian fue rechazada en todas las instancias. En este estado de las cosas, el amparista interpuso un recurso extraordinario, cuyo rechazo originó una queja ante la Corte Suprema.
La corte dio lugar al derecho a réplica y esto produjo la modificación de la interpretación del derecho internacional. Anteriormente la postura era dualista (derecho interno y derecho internacional. En caso de duda, prevalecía en interno.). Con este precedente se adoptó la postura monista (el derecho interno debe amoldarse el derecho internacional, para lo cual se va a aplicar el control de convencionalidad en caso de un pleito). Esta modificación en el orden de prelación de nuestra pirámide jurídica quedó plasmada en la Constitución argentina con la Reforma de 1994, en la cual se otorgó jerarquía constitucional a diversos tratados internacionales.
En 1988, el abogado había acudido a la justicia solicitando derecho a réplica debido a que se sintió afectado en sus convicciones republicanas por los dichos del expresidente Frondizi en el programa de Neustadt "si el ejercicio de un gobierno era legítimo, debía entenderse que su origen también lo era". En este caso, no le concedieron el derecho a réplica, ya que no estaba reglamentado por la ley. Se trataba de una norma programática que  produjo un gran giro en pocos años.